# Raymond Roche
Raymond Roche (21 de febrero de 1957, Ollioules, Francia) es un expiloto de motociclismo francés. En 1981, se asoció con Jean Lafond para ganar el Campeonato del Mundo de Resistencia. Su mejor año en el Campeonato del Mundo de Motociclismo fue en 1984 cuando terminó tercero en el campeonato mundial de 500cc detrás de Eddie Lawson y Randy Mamola. Después de retirarse del campeonato del mundo de motociclismo, compitió en el Campeonato Mundial de Superbikes como miembro del equipo de fábrica de Ducati, ganando ese campeonato en 1990, y terminando como subcampeón en 1991 y 1992. Él todavía es uno de cuatro pilotos europeos nativos de fuera del Reino Unido en haber ganado el título mundial del Superbikes.

## Resultados

### Campeonato Mundial de Motociclismo de Resistencia

#### Carreras por año
| Temp. | Moto     | 1     | 2     | 3     | 4     | 5     | 6     | 7     | 8     | Pos. | Pts. |
| ----- | -------- | ----- | ----- | ----- | ----- | ----- | ----- | ----- | ----- | ---- | ---- |
| 1981  | Kawasaki | LMS 6 | NÜR 4 | ZEL 1 | MON 1 | SUZ 3 | LIE 2 | MUG 5 | DON 3 | 1.º  | 81   |

### Campeonato del Mundo de Motociclismo
Sistema de puntuación desde 1969 hasta 1987:
| Posición | 1.º | 2.º | 3.º | 4.º | 5.º | 6.º | 7.º | 8.º | 9.º | 10.º |
| Puntos   | 15  | 12  | 10  | 8   | 6   | 5   | 4   | 3   | 2   | 1    |

Sistema de puntuación desde 1988 hasta 1991:
| Posición | 1.º | 2.º | 3.º | 4.º | 5.º | 6.º | 7.º | 8.º | 9.º | 10.º | 11.º | 12.º | 13.º | 14.º | 15.º |
| Puntos   | 20  | 17  | 15  | 13  | 11  | 10  | 9   | 8   | 7   | 6    | 5    | 4    | 3    | 2    | 1    |

#### Carreras por año
(Carreras en negrita indica pole position, carreras en cursiva indica vuelta rápida)
| Año  | Cat.  | Equipo          | Moto   | 1       | 2       | 3       | 4       | 5       | 6       | 7       | 8       | 9       | 10      | 11      | 12      | 13      | 14      | 15    | Pts. | Pos. | Vic. |
| ---- | ----- | --------------- | ------ | ------- | ------- | ------- | ------- | ------- | ------- | ------- | ------- | ------- | ------- | ------- | ------- | ------- | ------- | ----- | ---- | ---- | ---- |
| 1978 | 250cc | Yamaha          | TZ250  | VEN -   | ESP -   |         | FRA 6   | NAT 8   | NED -   | BEL -   | SWE -   | FIN Ret | GBR 3   | GER 8   | CZE 6   | YUG -   |         |       | 26   | 11.º | 0    |
| 1978 | 350cc | Yamaha          | TZ350  | VEN -   |         | AUT -   | FRA 9   | NAT -   | NED -   |         | SWE -   | FIN -   | GBR Ret | GER -   | CZE 10  | YUG -   |         |       | 3    | 22.º | 0    |
| 1979 | 250cc | Yamaha          | TZ250  | VEN -   |         | GER 11  | NAT DNQ | ESP -   | YUG 5   | NED -   | BEL -   | SWE -   | FIN -   | GBR -   | CZE Ret | FRA 11  |         |       | 0    | -    | 0    |
| 1980 | 500cc | Sonauto-Yamaha  | YZR500 | NAT Ret | ESP DNQ | FRA 11  | NED DNQ | BEL 12  | FIN 10  | GBR 14  | GER -   |         |         |         |         |         |         |       | 1    | 23.º | 0    |
| 1981 | 500cc | Suzuki          | RG500  | AUT -   | GER 15  | NAT 15  | FRA -   | YUG -   | NED -   | BEL -   | RSM -   | GBR -   | FIN -   | SWE -   |         |         |         |       | 0    | -    | 0    |
| 1982 | 500cc | Suzuki          | RG500  | ARG -   | AUT -   | FRA Ret | ESP -   | NAT 11  | NED 10  | BEL Ret | YUG -   | GBR -   | SWE -   | RSM -   | GER -   |         |         |       | 1    | 28.º | 0    |
| 1983 | 500cc | Total-Honda     | NS500  | RSA 7   | FRA Ret | NAT 6   | GER 7   | ESP Ret | AUT Ret | YUG DNS | NED 9   | BEL DNS | GBR -   | SWE 8   | RSM 7   |         |         |       | 22   | 10.º | 0    |
| 1984 | 500cc | Total-Honda     | NS500  | RSA 2   | NAT 3   | ESP 3   | AUT 6   | GER 5   | FRA Ret | YUG 3   | NED 2   | BEL 3   | GBR Ret | SWE 2   | RSM 2   |         |         |       | 99   | 3.º  | 0    |
| 1985 | 500cc | Marlboro-Yamaha | YZR500 | RSA Ret | ESP 5   | GER 13  | NAT 7   | AUT 10  | YUG 6   | NED Ret | BEL 5   | FRA 2   | GBR 6   | SWE 8   | RSM 4   |         |         |       | 50   | 7.º  | 0    |
| 1986 | 500cc | Rothmans-Honda  | NSR500 | ESP 6   | NAT Ret | GER 7   | AUT Ret | YUG 7   | NED 6   | BEL Ret | FRA Ret | GBR 6   | SWE 5   | RSM 5   |         |         |         |       | 35   | 8.º  | 0    |
| 1987 | 500cc | Cagiva          | GP500  | JPN 10  | ESP Ret | GER Ret | NAT 9   | AUT NC  | YUG 5   | NED Ret | FRA Ret | GBR -   | SWE 3   | CZE Ret | RSM Ret | POR Ret | BRA Ret | ARG 5 | 15   | 13.º | 0    |
| 1988 | 500cc | Cagiva          | GP500  | JPN Ret | USA Ret | ESP 11  | EXP Ret | NAT 9   | GER -   | AUT -   | NED -   | BEL -   | YUG Ret | FRA Ret | GBR Ret | SWE 15  | CZE NC  | BRA - | 13   | 20.º | 0    |
| 1989 | 500cc | Cagiva          | GP500  | JPN -   | AUS -   | USA -   | ESP -   | NAT DNS | GER -   | AUT -   | YUG -   | NED -   | BEL -   | FRA Ret | GBR -   | SWE -   | CZE -   | BRA - | 0    | -    | 0    |

### Campeonato Mundial de Superbikes

#### Por temporada
| Temp. | Cat. | Moto   | Equipo                           | Carreras | Victorias | Podios | Poles | V.Rap. | Pts. | Pos. |
| ----- | ---- | ------ | -------------------------------- | -------- | --------- | ------ | ----- | ------ | ---- | ---- |
| 1988  | SBK  | Ducati |                                  | 3        | 0         | 0      | 0     | 1      | 0    | NC   |
| 1989  | SBK  | Ducati | Squadra Corse Ducati Lucchinelli | 22       | 5         | 11     | 4     | 6      | 222  | 3.º  |
| 1990  | SBK  | Ducati | Squadra Corse Ducati Lucchinelli | 26       | 8         | 17     | 3     | 9      | 382  | 1.º  |
| 1990  | SBK  | Ducati | Team Raymond Roche Ducati        | 26       | 8         | 17     | 3     | 9      | 382  | 1.º  |
| 1991  | SBK  | Ducati | Squadra Corse Ducati Lucchinelli | 20       | 4         | 15     | 0     | 4      | 282  | 2.º  |
| 1992  | SBK  | Ducati | Team Raymond Roche Ducati        | 26       | 6         | 14     | 2     | 5      | 336  | 2.º  |
| 1992  | SBK  | Ducati | Joe Bar Team                     | 26       | 6         | 14     | 2     | 5      | 336  | 2.º  |
| Total |      |        |                                  | 97       | 23        | 57     | 9     | 25     | 1222 |      |